# Pivec
Pivec je priimek več znanih Slovencev:
- Aleksandra Pivec (*1972), kemijska tehnologinja, političarka
- Franci Pivec (*1943), informatik, politik, kulturni menedžer, organizator, publicist
- Franc(i) Pivec (*1953), frančiškan, gvardijan
- Gregor Pivec ("Pakarjev Gregor") (1928—1994), ljudski godec
- Gregor Pivec (*1955), zdravnik, zdravstveni menedžer in politik
- Helena Pivec, umetnostna kuratorka
- Melita Pivec Stele (1894—1973), knjižničarka in zgodovinarka
- Milena Pivec, založnica, knjižna urednica
- Nataša Pivec, sociologinja spolov
- Polona Pivec, TV-menedžerka
- Rupert Pivec (1863—1947), admiral avstro-ogrske vojne mornarice
- Tina Pivec (*1992), psihologinja, nevroznanstvenica
- Tone Pivec (1936—2017), elektroinženir, slikar, pesnik in pisatelj
- Vlado Pivec, pisatelj